# کاربردهای بازیابی اطلاعات
حوزه هایی که در آن تکنیک های بازیابی اطلاعات استفاده می شود عبارتند از: 

## کاربردهای عمومی
- کتابخانه های دیجیتالی
- فیلتر کردن اطلاعات 
  - سیستم توصیه گر
- جستجوی رسانه 
  - جستجوی وبلاگ
  - بازیابی تصویر
  - بازیابی 3D
  - بازیابی موسیقی
  - جستجوی اخبار
  - بازیابی گفتار
  - بازیابی تصویر
- موتورهای جستجو
  - جستجوی سایت
  - جستجوی دسکتاپ
  - جستجوی سازمانی
  - جستجو در هم کرد
  - جستجوی تلفن همراه
  - جستجوی اجتماعی
  - جستجوی وب

## برنامه های خاص دامنه
- یافتن جستجوی کارشناس
- بازیابی اطلاعات ژنومی
- بازیابی اطلاعات جغرافیایی
- بازیابی اطلاعات برای ساختارهای شیمیایی
- بازیابی اطلاعات در مهندسی نرم‌افزار
- بازیابی اطلاعات حقوقی
- جستجوی عمودی

## سایر روش های بازیابی
روش ها / تکنیک هایی که در آن تکنیک های بازیابی اطلاعات استفاده می شود عبارتند از: 
- بازیابی اطلاعات متخلخل
- خلاصه اتوماتیک
  - خلاصه چند سند
- پردازش دوره ترکیب
- بازیابی صلیبی زبان
- طبقه بندی اسناد
- فیلتر کردن هرزنامه
- سوال پاسخ دادن

## همچنین نگاه کنید
- بازیابی اطلاعات